# Cyrtodactylus bichnganae
Cyrtodactylus bichnganae là một loài thằn lằn trong họ Gekkonidae. Loài này được Tri & Grismer mô tả khoa học đầu tiên năm 2010. Chúng là loài đặc hữu ở Sơn La, Việt Nam.